# داريوس بوتكوس
داريوس بوتكوس (بالليتوانية: Darius Butkus)‏ هو لاعب كرة قدم ومدرب كرة قدم ليتواني في مركز الدفاع، ولد في 11 نوفمبر 1972 في Kretinga ‏ في ليتوانيا. لعب مع نادي إكراناس.

## وصلات خارجية
- داريوس بوتكوس على موقع قاعدة بيانات كرة القدم.إي يو (الإنجليزية)
- داريوس بوتكوس على موقع ناشيونال فوتبول تيمز (الإنجليزية)